# Anosia melissa
Anosia melissa är en fjärilsart som beskrevs av James John Joicey och Talbot 1922. Anosia melissa ingår i släktet Anosia och familjen praktfjärilar. Inga underarter finns listade i Catalogue of Life.